# Émile de La Roncière
Pour les articles homonymes, voir Clément de La Roncière et La Roncière.
Émile François Guillaume, comte Clément de La Roncière, né le 23 octobre 1803 à Bréda (arrondissement du même nom) et décédé à Paris 8e le 9 août 1874, est un officier de cavalerie et administrateur colonial français. Connu pour avoir été la victime d'un scandale judiciaire, il devient ensuite administrateur colonial et s'illustre notamment en devenant le huitième gouverneur français de Tahiti.

## Jeunesse
Fils aîné du général de la Révolution et comte de l'Empire François Marie Clément de La Roncière, le jeune vicomte de La Roncière s'engage dans la carrière des armes. À Cayenne, à Cambrai et à Saumur où il est affecté successivement, il mène la joyeuse vie d'un lieutenant de cavalerie de la Restauration, alternant mondanités et conquêtes féminines.

## L'affaire La Roncière
En 1834, l'École de cavalerie de Saumur est commandée par le général de Morell, homme d'influence et proche parent du maréchal Soult, alors ministre de la Guerre. Le général de Morell vit à Saumur accompagné de sa femme et de sa fille de seize ans, Marie.
À plusieurs reprises, celle-ci se plaint de recevoir d'étranges lettres de menaces signées « E. de La R. ». On soupçonne évidemment Émile de La Roncière, qui nie vigoureusement les faits. La jeune fille est en réalité secrètement amoureuse du brillant lieutenant de cavalerie qui, de son côté, la dédaigne. Le 24 septembre 1834, Marie de Morell, retrouvée bâillonnée dans sa chambre, affirme avoir subi une tentative de viol de la part du vicomte de La Roncière. C'est le début d'une affaire judiciaire retentissante car elle mêle deux familles importantes à la Cour des Tuileries, dont l'inimitié remonte à la période napoléonienne. Le général de La Roncière, cavalier, est en effet connu pour être un ennemi du maréchal Soult, fantassin, dont il méprise l'esprit courtisan. 
Le vicomte de La Roncière a beau être défendu par Me Gustave Louis Chaix d'Est-Ange et avoir des protections puissantes, le comte Clément de Ris, son cousin, étant lui-même pair de France, c'est le parti de Morell qui gagne le procès, alors que les preuves se sont accumulées contre la jeune fille, qui a monté la scène de toutes pièces.
Émile de La Roncière est finalement condamné, le 10 juillet 1835, à dix ans de prison par la cour d'assises de la Seine. Le pourvoi en cassation échoue, et huit années passent avant que sa famille ne réussisse à le faire libérer en 1843, et n'obtienne sa réhabilitation définitive en 1849. Quatorze ans après sa condamnation, l'honneur du vicomte de La Roncière est enfin lavé.

## Une carrière coloniale
Si les espérances de carrière d'Émile de La Roncière paraissent toutes brisées, l'ascension de son frère cadet, Camille Clément de La Roncière-Le Noury, brillant officier de marine, va lui permettre de trouver une place. Le Second Empire proclamé, La Roncière devient commandant de la Garde nationale puis inspecteur de la colonisation en Algérie (1853). En 1859, il est nommé chef des services coloniaux à Chandernagor puis commandant des Iles Saint-Pierre-et-Miquelon, poste qu'il occupe jusqu'en 1863. La population de Saint-Pierre gardera un très bon souvenir de son passage, à tel point que le quai principal de l'île est rebaptisé quai La Roncière.

## Gouverneur de Tahiti
Mais la consécration de la carrière de La Roncière a lieu à Tahiti. En 1864, le comte de La Roncière est en effet désigné, à 61 ans, pour remplacer le capitaine de vaisseau Gaultier de La Richerie comme gouverneur des Établissements Français de l'Océanie (EFO), autrement dit les Îles de la Société et ce qui constituera plus tard la Polynésie française.
La Reine Pomare IV règne alors à Tahiti. Les relations avec les Français se sont apaisées depuis l'établissement du protectorat en 1843. La Reine Pomare est séduite par les qualités de gouvernement de La Roncière qui, jusqu'en 1869, joue un rôle de bâtisseur. Ses réalisations (phare de la Pointe de Vénus, route carrossable de Papeete à Tarravao, plantation Terre Eugénie), sa gestion de la mission des Iles Gambier et sa proximité toute militaire avec les Tahitiens le font apprécier de la population indigène. En 1869, il essaie de donner une autonomie financière au royaume des Pomare en instaurant des taxes locales, visant à supprimer la dépendance financière et politique de Tahiti à l'égard de la France. Ce projet échoue, et La Roncière est rappelé immédiatement en France où il est mis à la retraite d'office. 
Le comte de La Roncière s'éteint à Paris le 9 août 1874. Il avait épousé une veuve, Madame d'Asclepi, et meurt sans descendance.

## Filmographie
- Claude Barma, L'Affaire du lieutenant de La Roncière, téléfilm de la série En votre âme et conscience, réalisé en 1955.